# Liste des émissions de franc français sous la Restauration

Armoiries de la Restauration bourbonienne.

Cet article liste les émissions de franc français sous la Restauration entre 1814 et 1830. Ces pièces sont à l’effigie des deux rois de France de cette période : Louis XVIII et Charles X.

## Pièces

### Types de circulation courante

#### Louis XVIII

##### 1 décime
| \| 1 décime Louis XVIII \| | \| 1 décime Louis XVIII \|                                                                             | \| 1 décime Louis XVIII \| | \| 1 décime Louis XVIII \| | \| 1 décime Louis XVIII \| |
| --- | --- | --- | --- | -------------------------- |
| Avers et revers | | | |                            |
| Avers : Au centre la lettre « L » couronné entourée de trois fleurs de lys et d'une couronne de chêne.                               | Avers : Au centre la lettre « L » couronné entourée de trois fleurs de lys et d'une couronne de chêne. | Revers : La valeur faciale « UN DÉCIME » avec le millésime et la marque de l'atelier en dessous. Le tout est entouré d'une couronne de chêne. | Revers : La valeur faciale « UN DÉCIME » avec le millésime et la marque de l'atelier en dessous. Le tout est entouré d'une couronne de chêne. |                            |
| Masse 22 g | Alliage Bronze                                                                                         | Diamètre 31,5 mm | Épaisseur |                            |
| Artiste(s) | Artiste(s)                                                                                             | Tranche Lisse | Tranche Lisse |                            |
| Millésimes 1814-1815 | | | |                            |
| | | | |                            |
| Remarques – Marque de l'atelier monétaire de Strasbourg (BB) sur le revers. Cette monnaie a été émise pendant le blocus de la ville. | | | |                            |
| 1 décime Louis XVIII | | | |                            |

##### ¼ franc
| \| ¼ franc Louis XVIII \| | \| ¼ franc Louis XVIII \|                                                                         | \| ¼ franc Louis XVIII \|                                                                                            | \| ¼ franc Louis XVIII \|                                                                                            | \| ¼ franc Louis XVIII \| |
| --- | ------------------------------------------------------------------------------------------------- | --- | --- | ------------------------- |
| |                                                                                                   | | |                           |
| Avers : Portrait de Louis XVIII tête nue, entouré de l'inscription « Louis XVIII Roi de France ». | Avers : Portrait de Louis XVIII tête nue, entouré de l'inscription « Louis XVIII Roi de France ». | Revers : Écu (armoiries du royaume) couronné avec la valeur faciale « ¼ F » de part et d'autre. Le millésime en bas. | Revers : Écu (armoiries du royaume) couronné avec la valeur faciale « ¼ F » de part et d'autre. Le millésime en bas. |                           |
| Masse 1,25 g | Alliage Argent 900 ‰                                                                              | Diamètre 15 mm | Épaisseur |                           |
| Artiste(s) Pierre-Joseph Tiolier | Artiste(s) Pierre-Joseph Tiolier                                                                  | Tranche Lisse | Tranche Lisse |                           |
| Millésimes 1817-1824 |                                                                                                   | | |                           |
| |                                                                                                   | | |                           |
| Remarques – Marque des ateliers monétaires sur le revers : A (Paris), B (Rouen), BB (Strasbourg), D (Lyon), I (Limoges), L (Bayonne), M (Toulouse), MA (Marseille), Q (Perpignan), T (Nantes) et W (Lille). |                                                                                                   | | |                           |
| ¼ franc Louis XVIII |                                                                                                   | | |                           |

##### ½ franc
| \| ½ franc Louis XVIII \| | \| ½ franc Louis XVIII \|                                                                         | \| ½ franc Louis XVIII \| | \| ½ franc Louis XVIII \| | \| ½ franc Louis XVIII \| |
| --- | ------------------------------------------------------------------------------------------------- | --- | --- | ------------------------- |
| |                                                                                                   | | |                           |
| Avers : Portrait de Louis XVIII tête nue, entouré de l'inscription « Louis XVIII Roi de France ».                                                                                        | Avers : Portrait de Louis XVIII tête nue, entouré de l'inscription « Louis XVIII Roi de France ». | Revers : Écu (armoiries du royaume) couronné avec la valeur faciale « ½ F » de part et d'autre. Le tout entre deux branches d'olivier. Le millésime en bas. | Revers : Écu (armoiries du royaume) couronné avec la valeur faciale « ½ F » de part et d'autre. Le tout entre deux branches d'olivier. Le millésime en bas. |                           |
| Masse 2,5 g | Alliage Argent 900 ‰                                                                              | Diamètre 18 mm | Épaisseur |                           |
| Artiste(s) Auguste-François Michaut | Artiste(s) Auguste-François Michaut                                                               | Tranche Lisse | Tranche Lisse |                           |
| Millésimes 1816-1824 |                                                                                                   | | |                           |
| |                                                                                                   | | |                           |
| Remarques – Marque des ateliers monétaires sur le revers : A (Paris), B (Rouen), D (Lyon), I (Limoges), K (Bordeaux), L (Bayonne), M (Toulouse), Q (Perpignan), T (Nantes) et W (Lille). |                                                                                                   | | |                           |
| ½ franc Louis XVIII |                                                                                                   | | |                           |

##### 1 franc
| \| 1 franc Louis XVIII \| | \| 1 franc Louis XVIII \|                                                                         | \| 1 franc Louis XVIII \| | \| 1 franc Louis XVIII \| | \| 1 franc Louis XVIII \| |
| --- | ------------------------------------------------------------------------------------------------- | --- | --- | ------------------------- |
| |                                                                                                   | | |                           |
| Avers : Portrait de Louis XVIII tête nue, entouré de l'inscription « Louis XVIII Roi de France ». | Avers : Portrait de Louis XVIII tête nue, entouré de l'inscription « Louis XVIII Roi de France ». | Revers : Écu (armoiries du royaume) couronné avec la valeur faciale « 1 F » de part et d'autre. Le tout entre deux branches d'olivier. Le millésime en bas. | Revers : Écu (armoiries du royaume) couronné avec la valeur faciale « 1 F » de part et d'autre. Le tout entre deux branches d'olivier. Le millésime en bas. |                           |
| Masse 5 g | Alliage Argent 900 ‰                                                                              | Diamètre 23 mm | Épaisseur |                           |
| Artiste(s) Auguste-François Michaut | Artiste(s) Auguste-François Michaut                                                               | Tranche Creuse avec l'inscription : « DOMINE SALVUM FACREGEM »                                                                                              | Tranche Creuse avec l'inscription : « DOMINE SALVUM FACREGEM »                                                                                              |                           |
| Millésimes 1816-1824 |                                                                                                   | | |                           |
| |                                                                                                   | | |                           |
| Remarques – Marque des ateliers monétaires sur le revers : A (Paris), B (Rouen), D (Lyon), H (La Rochelle), I (Limoges), K (Bordeaux), L (Bayonne), M (Toulouse), MA (Marseille), Q (Perpignan), T (Nantes) et W (Lille). |                                                                                                   | | |                           |
| 1 franc Louis XVIII |                                                                                                   | | |                           |

##### 2 francs
| \| 2 francs Louis XVIII \| | \| 2 francs Louis XVIII \|                                                                        | \| 2 francs Louis XVIII \| | \| 2 francs Louis XVIII \| | \| 2 francs Louis XVIII \| |
| --- | ------------------------------------------------------------------------------------------------- | --- | --- | -------------------------- |
| |                                                                                                   | | |                            |
| Avers : Portrait de Louis XVIII tête nue, entouré de l'inscription « Louis XVIII Roi de France ». | Avers : Portrait de Louis XVIII tête nue, entouré de l'inscription « Louis XVIII Roi de France ». | Revers : Écu (armoiries du royaume) couronné avec la valeur faciale « 2 F » de part et d'autre. Le tout entre deux branches d'olivier. Le millésime en bas. | Revers : Écu (armoiries du royaume) couronné avec la valeur faciale « 2 F » de part et d'autre. Le tout entre deux branches d'olivier. Le millésime en bas. |                            |
| Masse 10 g | Alliage Argent 900 ‰                                                                              | Diamètre 27 mm | Épaisseur |                            |
| Artiste(s) Auguste-François Michaut | Artiste(s) Auguste-François Michaut                                                               | Tranche Creuse avec l'inscription : « DOMINE SALVUM FACREGEM »                                                                                              | Tranche Creuse avec l'inscription : « DOMINE SALVUM FACREGEM »                                                                                              |                            |
| Millésimes 1816-1824 |                                                                                                   | | |                            |
| |                                                                                                   | | |                            |
| Remarques – Marque des ateliers monétaires sur le revers : A (Paris), B (Rouen), D (Lyon), H (La Rochelle), I (Limoges), K (Bordeaux), L (Bayonne), M (Toulouse), MA (Marseille), Q (Perpignan), T (Nantes) et W (Lille). |                                                                                                   | | |                            |
| 2 francs Louis XVIII |                                                                                                   | | |                            |

##### 5 francs
| \| 5 francs Louis XVIII (buste nu) \| | \| 5 francs Louis XVIII (buste nu) \|                                                                         | \| 5 francs Louis XVIII (buste nu) \| | \| 5 francs Louis XVIII (buste nu) \| | \| 5 francs Louis XVIII (buste nu) \| |
| --- | --- | --- | --- | ------------------------------------- |
| Avers et revers | | | |                                       |
| Avers : Portrait de Louis XVIII tête nue et buste nu, entouré de l'inscription « Louis XVIII Roi de France ». | Avers : Portrait de Louis XVIII tête nue et buste nu, entouré de l'inscription « Louis XVIII Roi de France ». | Revers : Écu (armoiries du royaume) couronné avec la valeur faciale « 5 F » de part et d'autre. Le tout entre deux branches d'olivier. Le millésime en bas. | Revers : Écu (armoiries du royaume) couronné avec la valeur faciale « 5 F » de part et d'autre. Le tout entre deux branches d'olivier. Le millésime en bas. |                                       |
| Masse 25 g | Alliage Argent 900 ‰                                                                                          | Diamètre 37 mm | Épaisseur |                                       |
| Artiste(s) Auguste-François Michaut | Artiste(s) Auguste-François Michaut                                                                           | Tranche Creuse avec l'inscription : « DOMINE SALVUM FACREGEM »                                                                                              | Tranche Creuse avec l'inscription : « DOMINE SALVUM FACREGEM »                                                                                              |                                       |
| Millésimes 1806 (jamais circulée) et 1816-1824 | | | |                                       |
| | | | |                                       |
| Remarques – Marque des ateliers monétaires sur le revers : A (Paris), B (Rouen), BB (Marseille), D (Lyon), H (La Rochelle), I (Limoges), K (Bordeaux), L (Bayonne), M (Toulouse), MA (Marseille), Q (Perpignan), T (Nantes) et W (Lille). | | | |                                       |
| 5 francs Louis XVIII (buste nu) | | | |                                       |

| \| 5 francs Louis XVIII (buste habillé) \| | \| 5 francs Louis XVIII (buste habillé) \|                                                                         | \| 5 francs Louis XVIII (buste habillé) \| | \| 5 francs Louis XVIII (buste habillé) \| | \| 5 francs Louis XVIII (buste habillé) \| |
| --- | --- | --- | --- | ------------------------------------------ |
| Avers et revers | | | |                                            |
| Avers : Portrait de Louis XVIII tête nue et buste habillé, entouré de l'inscription « Louis XVIII Roi de France ». | Avers : Portrait de Louis XVIII tête nue et buste habillé, entouré de l'inscription « Louis XVIII Roi de France ». | Revers : Écu (armoiries du royaume) couronné entre deux branches d'olivier. La mention « PIECE DE 5 FRANCS » sur le pourtour. Le millésime en bas. | Revers : Écu (armoiries du royaume) couronné entre deux branches d'olivier. La mention « PIECE DE 5 FRANCS » sur le pourtour. Le millésime en bas. |                                            |
| Masse 25 g | Alliage Argent 900 ‰                                                                                               | Diamètre 37 mm | Épaisseur |                                            |
| Artiste(s) Pierre-Joseph Tiolier | Artiste(s) Pierre-Joseph Tiolier                                                                                   | Tranche Creuse avec l'inscription : « DOMINE SALVUM FACREGEM »                                                                                     | Tranche Creuse avec l'inscription : « DOMINE SALVUM FACREGEM »                                                                                     |                                            |
| Millésimes 1814-1815 | | | |                                            |
| | | | |                                            |
| Remarques – Marque des ateliers monétaires sur le revers : A (Paris), B (Rouen), BB (Marseille), D (Lyon), H (La Rochelle), I (Limoges), K (Bordeaux), L (Bayonne), M (Toulouse), MA (Marseille), Q (Perpignan), T (Nantes) et W (Lille). | | | |                                            |
| 5 francs Louis XVIII (buste habillé) | | | |                                            |

#### Charles X

##### ¼ franc
| \| ¼ franc Charles X \| | \| ¼ franc Charles X \|                                                                       | \| ¼ franc Charles X \| | \| ¼ franc Charles X \| | \| ¼ franc Charles X \| |
| --- | --------------------------------------------------------------------------------------------- | --- | --- | ----------------------- |
| |                                                                                               | | |                         |
| Avers : Portrait de Charles X tête nue, entouré de l'inscription « Charles X Roi de France ». | Avers : Portrait de Charles X tête nue, entouré de l'inscription « Charles X Roi de France ». | Revers : Écu (armoiries du royaume) couronné avec la valeur faciale « ¼ F » de part et d'autre. Le tout entre deux branches d'olivier. Le millésime en bas. | Revers : Écu (armoiries du royaume) couronné avec la valeur faciale « ¼ F » de part et d'autre. Le tout entre deux branches d'olivier. Le millésime en bas. |                         |
| Masse 1,25 g | Alliage Argent 900 ‰                                                                          | Diamètre 15 mm | Épaisseur |                         |
| Artiste(s) Auguste-François Michaut | Artiste(s) Auguste-François Michaut                                                           | Tranche Lisse | Tranche Lisse |                         |
| Millésimes 1825-1830 |                                                                                               | | |                         |
| |                                                                                               | | |                         |
| Remarques – Marque des ateliers monétaires sur le revers : A (Paris), B (Rouen), BB (Strasbourg), D (Lyon), H (La Rochelle), I (Limoges), K (Bordeaux), L (Bayonne), M (Toulouse), Q (Perpignan), T (Nantes) et W (Lille). La tranche est striée pour la pièce émise en 1830 à l'atelier de Paris (A). |                                                                                               | | |                         |
| ¼ franc Charles X |                                                                                               | | |                         |

##### ½ franc
| \| ½ franc Charles X \| | \| ½ franc Charles X \|                                                                       | \| ½ franc Charles X \| | \| ½ franc Charles X \| | \| ½ franc Charles X \| |
| --- | --------------------------------------------------------------------------------------------- | --- | --- | ----------------------- |
| |                                                                                               | | |                         |
| Avers : Portrait de Charles X tête nue, entouré de l'inscription « Charles X Roi de France ». | Avers : Portrait de Charles X tête nue, entouré de l'inscription « Charles X Roi de France ». | Revers : Écu (armoiries du royaume) couronné avec la valeur faciale « ½ F » de part et d'autre. Le tout entre deux branches d'olivier. Le millésime en bas. | Revers : Écu (armoiries du royaume) couronné avec la valeur faciale « ½ F » de part et d'autre. Le tout entre deux branches d'olivier. Le millésime en bas. |                         |
| Masse 2,5 g | Alliage Argent 900 ‰                                                                          | Diamètre 18 mm | Épaisseur |                         |
| Artiste(s) Auguste-François Michaut | Artiste(s) Auguste-François Michaut                                                           | Tranche Lisse | Tranche Lisse |                         |
| Millésimes 1825-1830 |                                                                                               | | |                         |
| |                                                                                               | | |                         |
| Remarques – Marque des ateliers monétaires sur le revers : A (Paris), B (Rouen), BB (Strasbourg), D (Lyon), H (La Rochelle), I (Limoges), K (Bordeaux), L (Bayonne), M (Toulouse), MA (Marseille), Q (Perpignan), T (Nantes) et W (Lille). La tranche est striée pour la pièce émise en 1830 à l'atelier de Paris (A). |                                                                                               | | |                         |
| ½ franc Charles X |                                                                                               | | |                         |

##### 1 franc
| \| 1 franc Charles X \| | \| 1 franc Charles X \|                                                                       | \| 1 franc Charles X \| | \| 1 franc Charles X \| | \| 1 franc Charles X \| |
| --- | --------------------------------------------------------------------------------------------- | --- | --- | ----------------------- |
| Avers et revers |                                                                                               | | |                         |
| Avers : Portrait de Charles X tête nue, entouré de l'inscription « Charles X Roi de France ». | Avers : Portrait de Charles X tête nue, entouré de l'inscription « Charles X Roi de France ». | Revers : Écu (armoiries du royaume) couronné avec la valeur faciale « 1 F » de part et d'autre. Le tout entre deux branches d'olivier. Le millésime en bas. | Revers : Écu (armoiries du royaume) couronné avec la valeur faciale « 1 F » de part et d'autre. Le tout entre deux branches d'olivier. Le millésime en bas. |                         |
| Masse 5 g | Alliage Argent 900 ‰                                                                          | Diamètre 23 mm | Épaisseur |                         |
| Artiste(s) Auguste-François Michaut | Artiste(s) Auguste-François Michaut                                                           | Tranche Lisse avec l'inscription « DOMINE SALVUM FAC REGEM »                                                                                                | Tranche Lisse avec l'inscription « DOMINE SALVUM FAC REGEM »                                                                                                |                         |
| Millésimes 1825-1830 |                                                                                               | | |                         |
| |                                                                                               | | |                         |
| Remarques – Marque des ateliers monétaires sur le revers : A (Paris), B (Rouen), BB (Strasbourg), D (Lyon), H (La Rochelle), I (Limoges), K (Bordeaux), L (Bayonne), M (Toulouse), MA (Marseille), Q (Perpignan), T (Nantes) et W (Lille). La tranche est striée pour la pièce émise en 1830 à l'atelier de Paris (A). |                                                                                               | | |                         |
| 1 franc Charles X |                                                                                               | | |                         |

##### 2 francs
| \| 2 francs Charles X \| | \| 2 francs Charles X \|                                                                      | \| 2 francs Charles X \| | \| 2 francs Charles X \| | \| 2 francs Charles X \| |
| --- | --------------------------------------------------------------------------------------------- | --- | --- | ------------------------ |
| |                                                                                               | | |                          |
| Avers : Portrait de Charles X tête nue, entouré de l'inscription « Charles X Roi de France ». | Avers : Portrait de Charles X tête nue, entouré de l'inscription « Charles X Roi de France ». | Revers : Écu (armoiries du royaume) couronné avec la valeur faciale « 2 F » de part et d'autre. Le tout entre deux branches d'olivier. Le millésime en bas. | Revers : Écu (armoiries du royaume) couronné avec la valeur faciale « 2 F » de part et d'autre. Le tout entre deux branches d'olivier. Le millésime en bas. |                          |
| Masse 10 g | Alliage Argent 900 ‰                                                                          | Diamètre 27 mm | Épaisseur |                          |
| Artiste(s) Auguste-François Michaut | Artiste(s) Auguste-François Michaut                                                           | Tranche Lisse avec l'inscription « DOMINE SALVUM FAC REGEM »                                                                                                | Tranche Lisse avec l'inscription « DOMINE SALVUM FAC REGEM »                                                                                                |                          |
| Millésimes 1825-1830 |                                                                                               | | |                          |
| |                                                                                               | | |                          |
| Remarques – Marque des ateliers monétaires sur le revers : A (Paris), B (Rouen), BB (Strasbourg), D (Lyon), H (La Rochelle), I (Limoges), K (Bordeaux), L (Bayonne), M (Toulouse), MA (Marseille), Q (Perpignan), T (Nantes) et W (Lille). La tranche est striée pour la pièce émise en 1830 à l'atelier de Paris (A). |                                                                                               | | |                          |
| 2 francs Charles X |                                                                                               | | |                          |

##### 5 francs
| \| 5 francs Charles X (1er type) \| | \| 5 francs Charles X (1er type) \|                                                                                    | \| 5 francs Charles X (1er type) \| | \| 5 francs Charles X (1er type) \| | \| 5 francs Charles X (1er type) \| |
| --- | --- | --- | --- | ----------------------------------- |
| Avers et revers | | | |                                     |
| Avers : Portrait de Charles X tête nue, entouré de l'inscription « Charles X Roi de France ». Signature proche du cou. | Avers : Portrait de Charles X tête nue, entouré de l'inscription « Charles X Roi de France ». Signature proche du cou. | Revers : Écu (armoiries du royaume) couronné avec la valeur faciale « 5 F » de part et d'autre. Le tout entre deux branches d'olivier. Le millésime en bas. | Revers : Écu (armoiries du royaume) couronné avec la valeur faciale « 5 F » de part et d'autre. Le tout entre deux branches d'olivier. Le millésime en bas. |                                     |
| Masse 25 g | Alliage Argent 900 ‰                                                                                                   | Diamètre 37 mm | Épaisseur |                                     |
| Artiste(s) Auguste-François Michaut | Artiste(s) Auguste-François Michaut                                                                                    | Tranche Lisse avec l'inscription « DOMINE SALVUM FAC REGEM »                                                                                                | Tranche Lisse avec l'inscription « DOMINE SALVUM FAC REGEM »                                                                                                |                                     |
| Millésimes 1825-1830 | | | |                                     |
| | | | |                                     |
| Remarques – Marque des ateliers monétaires sur le revers : A (Paris), B (Rouen), BB (Strasbourg), D (Lyon), H (La Rochelle), I (Limoges), K (Bordeaux), L (Bayonne), M (Toulouse), MA (Marseille), Q (Perpignan), T (Nantes) et W (Lille). | | | |                                     |
| 5 francs Charles X (1er type) | | | |                                     |

| \| 5 francs Charles X (2e type) \| | \| 5 francs Charles X (2e type) \| | \| 5 francs Charles X (2e type) \| | \| 5 francs Charles X (2e type) \| | \| 5 francs Charles X (2e type) \| |
| --- | --- | --- | --- | ---------------------------------- |
| Revers | | | |                                    |
| Avers : Portrait de Charles X tête nue, entouré de l'inscription « Charles X Roi de France ». Signature proche du listel et plus petite que le 1er type. | Avers : Portrait de Charles X tête nue, entouré de l'inscription « Charles X Roi de France ». Signature proche du listel et plus petite que le 1er type. | Revers : Écu (armoiries du royaume) couronné avec la valeur faciale « 5 F » de part et d'autre. Le tout entre deux branches d'olivier. Le millésime en bas. | Revers : Écu (armoiries du royaume) couronné avec la valeur faciale « 5 F » de part et d'autre. Le tout entre deux branches d'olivier. Le millésime en bas. |                                    |
| Masse 25 g | Alliage Argent 900 ‰ | Diamètre 37 mm | Épaisseur |                                    |
| Artiste(s) Auguste-François Michaut | Artiste(s) Auguste-François Michaut | Tranche Lisse avec l'inscription « DOMINE SALVUM FAC REGEM »                                                                                                | Tranche Lisse avec l'inscription « DOMINE SALVUM FAC REGEM »                                                                                                |                                    |
| Millésimes 1825-1830 | | | |                                    |
| | | | |                                    |
| Remarques – Marque des ateliers monétaires sur le revers : A (Paris), B (Rouen), BB (Strasbourg), D (Lyon), H (La Rochelle), I (Limoges), K (Bordeaux), L (Bayonne), M (Toulouse), MA (Marseille), Q (Perpignan), T (Nantes) et W (Lille). La tranche est striée pour la pièce émise en 1830 à l'atelier de Paris (A). | | | |                                    |
| 5 francs Charles X (2e type) | | | |                                    |

### Monnaies en Or

#### Louis XVIII

##### 20 francs
| \| 20 francs Louis XVIII (buste vêtu, première Restauration) \|                                                                         | \| 20 francs Louis XVIII (buste vêtu, première Restauration) \|                                                | \| 20 francs Louis XVIII (buste vêtu, première Restauration) \|                                                                                            | \| 20 francs Louis XVIII (buste vêtu, première Restauration) \|                                                                                            | \| 20 francs Louis XVIII (buste vêtu, première Restauration) \| |
| --- | --- | --- | --- | --------------------------------------------------------------- |
| | | | |                                                                 |
| Avers : Portrait de Louis XVIII avec le buste habillé, entouré de l'inscription « Louis XVIII Roi de France ».                          | Avers : Portrait de Louis XVIII avec le buste habillé, entouré de l'inscription « Louis XVIII Roi de France ». | Revers : Écu (armoiries du royaume) couronné entre deux branches d'olivier avec la mention « Pièce de 20 Francs » de part et d'autre. Le millésime en bas. | Revers : Écu (armoiries du royaume) couronné entre deux branches d'olivier avec la mention « Pièce de 20 Francs » de part et d'autre. Le millésime en bas. |                                                                 |
| Masse 6,45 g | Alliage Or 900 ‰ dont 5,8 g pur.                                                                               | Diamètre 21 mm | Épaisseur |                                                                 |
| Artiste(s) Pierre-Joseph Tiolier | Artiste(s) Pierre-Joseph Tiolier                                                                               | Tranche Inscription « DOMINE SALVUM FAC REGEM » | Tranche Inscription « DOMINE SALVUM FAC REGEM » |                                                                 |
| Millésimes 1814-1815 | | | |                                                                 |
| | | | |                                                                 |
| Remarques – Marque des ateliers monétaires sur le revers : A (Paris), B (Rouen), K (Bordeaux), L (Bayonne), Q (Perpignan) et W (Lille). | | | |                                                                 |
| 20 francs Louis XVIII (buste vêtu, première Restauration)                                                                               | | | |                                                                 |

| \| 20 francs Louis XVIII (buste vêtu, exil du roi) \|                                                          | \| 20 francs Louis XVIII (buste vêtu, exil du roi) \|                                                          | \| 20 francs Louis XVIII (buste vêtu, exil du roi) \| | \| 20 francs Louis XVIII (buste vêtu, exil du roi) \| | \| 20 francs Louis XVIII (buste vêtu, exil du roi) \| |
| --- | --- | --- | --- | ----------------------------------------------------- |
| | | | |                                                       |
| Avers : Portrait de Louis XVIII avec le buste habillé, entouré de l'inscription « Louis XVIII Roi de France ». | Avers : Portrait de Louis XVIII avec le buste habillé, entouré de l'inscription « Louis XVIII Roi de France ». | Revers : Écu (armoiries du royaume) couronné entre deux branches d'olivier avec la mention « Pièce de 20 Francs » de part et d'autre. Le millésime en bas. | Revers : Écu (armoiries du royaume) couronné entre deux branches d'olivier avec la mention « Pièce de 20 Francs » de part et d'autre. Le millésime en bas. |                                                       |
| Masse 6,45 g                                                                                                   | Alliage Or 900 ‰ dont 5,8 g pur.                                                                               | Diamètre 21 mm | Épaisseur |                                                       |
| Artiste(s) Thomas Wyon                                                                                         | Artiste(s) Thomas Wyon                                                                                         | Tranche Inscription « DOMINE SALVUM FAC REGEM » | Tranche Inscription « DOMINE SALVUM FAC REGEM » |                                                       |
| Millésimes 1815                                                                                                | | | |                                                       |
| | | | |                                                       |
| Remarques – Marque de l'atelier monétaire sur le revers : R (Londres).                                         | | | |                                                       |
| 20 francs Louis XVIII (buste vêtu, exil du roi)                                                                | | | |                                                       |

| \| 20 francs Louis XVIII (buste nu, deuxième Restauration) \| | \| 20 francs Louis XVIII (buste nu, deuxième Restauration) \|                                             | \| 20 francs Louis XVIII (buste nu, deuxième Restauration) \|                                                                                              | \| 20 francs Louis XVIII (buste nu, deuxième Restauration) \|                                                                                              | \| 20 francs Louis XVIII (buste nu, deuxième Restauration) \| |
| --- | --- | --- | --- | ------------------------------------------------------------- |
| Avers et revers | | | |                                                               |
| Avers : Portrait de Louis XVIII avec le buste nu, entouré de l'inscription « Louis XVIII Roi de France ».                                                                            | Avers : Portrait de Louis XVIII avec le buste nu, entouré de l'inscription « Louis XVIII Roi de France ». | Revers : Écu (armoiries du royaume) couronné entre deux branches d'olivier avec la mention « Pièce de 20 Francs » de part et d'autre. Le millésime en bas. | Revers : Écu (armoiries du royaume) couronné entre deux branches d'olivier avec la mention « Pièce de 20 Francs » de part et d'autre. Le millésime en bas. |                                                               |
| Masse 6,45 g | Alliage Or 900 ‰ dont 5,8 g pur.                                                                          | Diamètre 21 mm | Épaisseur |                                                               |
| Artiste(s) Auguste-François Michaut | Artiste(s) Auguste-François Michaut                                                                       | Tranche Inscription « DOMINE SALVUM FAC REGEM » | Tranche Inscription « DOMINE SALVUM FAC REGEM » |                                                               |
| Millésimes 1816-1824 | | | |                                                               |
| | | | |                                                               |
| Remarques – Marque des ateliers monétaires sur le revers : A (Paris), B (Rouen), H (La Rochelle), K (Bordeaux), L (Bayonne), MA (Marseille), Q (Perpignan), T (Nantes) et W (Lille). | | | |                                                               |
| 20 francs Louis XVIII (buste nu, deuxième Restauration) | | | |                                                               |

##### 40 francs
| \| 40 francs Louis XVIII \|                                                                                               | \| 40 francs Louis XVIII \|                                                                       | \| 40 francs Louis XVIII \| | \| 40 francs Louis XVIII \| | \| 40 francs Louis XVIII \| |
| --- | ------------------------------------------------------------------------------------------------- | --- | --- | --------------------------- |
| Avers et revers |                                                                                                   | | |                             |
| Avers : Portrait de Louis XVIII tête nue, entouré de l'inscription « Louis XVIII Roi de France ».                         | Avers : Portrait de Louis XVIII tête nue, entouré de l'inscription « Louis XVIII Roi de France ». | Revers : Écu (armoiries du royaume) couronné avec la valeur faciale « 40 F » de part et d'autre. Le tout entre deux branches d'olivier. Le millésime en bas. | Revers : Écu (armoiries du royaume) couronné avec la valeur faciale « 40 F » de part et d'autre. Le tout entre deux branches d'olivier. Le millésime en bas. |                             |
| Masse 12,9 g | Alliage Or 900 ‰ dont 11,6 g pur.                                                                 | Diamètre 26 mm | Épaisseur |                             |
| Artiste(s) Auguste-François Michaut                                                                                       | Artiste(s) Auguste-François Michaut                                                               | Tranche Inscription « DOMINE SALVUM FAC REGEM » | Tranche Inscription « DOMINE SALVUM FAC REGEM » |                             |
| Millésimes 1816-1824 |                                                                                                   | | |                             |
| |                                                                                                   | | |                             |
| Remarques – Marque des ateliers monétaires sur le revers : A (Paris), B (Rouen), L (Bayonne), Q (Perpignan) et W (Lille). |                                                                                                   | | |                             |
| 40 francs Louis XVIII |                                                                                                   | | |                             |

#### Charles X

##### 20 francs
| \| 20 francs Charles X \| | \| 20 francs Charles X \|                                                                     | \| 20 francs Charles X \| | \| 20 francs Charles X \| | \| 20 francs Charles X \| |
| --- | --------------------------------------------------------------------------------------------- | --- | --- | ------------------------- |
| Avers et revers |                                                                                               | | |                           |
| Avers : Portrait de Charles X tête nue, entouré de l'inscription « Charles X Roi de France ».                                                                       | Avers : Portrait de Charles X tête nue, entouré de l'inscription « Charles X Roi de France ». | Revers : Écu (armoiries du royaume) couronné avec la valeur faciale « 20 F » de part et d'autre. Le tout entre deux branches d'olivier. Le millésime en bas. | Revers : Écu (armoiries du royaume) couronné avec la valeur faciale « 20 F » de part et d'autre. Le tout entre deux branches d'olivier. Le millésime en bas. |                           |
| Masse 6,45 g | Alliage Or 900 ‰ dont 5,8 g pur.                                                              | Diamètre 21 mm | Épaisseur |                           |
| Artiste(s) Auguste-François Michaut | Artiste(s) Auguste-François Michaut                                                           | Tranche Inscription « DOMINE SALVUM FAC REGEM » | Tranche Inscription « DOMINE SALVUM FAC REGEM » |                           |
| Millésimes 1825-1830 |                                                                                               | | |                           |
| |                                                                                               | | |                           |
| Remarques – Marque des ateliers monétaires sur le revers : A (Paris) et MA (Marseille). La tranche est striée pour la pièce émise en 1830 à l'atelier de Paris (A). |                                                                                               | | |                           |
| 20 francs Charles X |                                                                                               | | |                           |

##### 40 francs
| \| 40 francs Charles X \| | \| 40 francs Charles X \|                                                                     | \| 40 francs Charles X \| | \| 40 francs Charles X \| | \| 40 francs Charles X \| |
| --- | --------------------------------------------------------------------------------------------- | --- | --- | ------------------------- |
| Avers et revers |                                                                                               | | |                           |
| Avers : Portrait de Charles X tête nue, entouré de l'inscription « Charles X Roi de France ».                                                                       | Avers : Portrait de Charles X tête nue, entouré de l'inscription « Charles X Roi de France ». | Revers : Écu (armoiries du royaume) couronné avec la valeur faciale « 40 F » de part et d'autre. Le tout entre deux branches d'olivier. Le millésime en bas. | Revers : Écu (armoiries du royaume) couronné avec la valeur faciale « 40 F » de part et d'autre. Le tout entre deux branches d'olivier. Le millésime en bas. |                           |
| Masse 12,9 g | Alliage Or 900 ‰ dont 11,6 g pur.                                                             | Diamètre 26 mm | Épaisseur |                           |
| Artiste(s) Auguste-François Michaut | Artiste(s) Auguste-François Michaut                                                           | Tranche Inscription « DOMINE SALVUM FAC REGEM » | Tranche Inscription « DOMINE SALVUM FAC REGEM » |                           |
| Millésimes 1824 et 1826-1830 |                                                                                               | | |                           |
| |                                                                                               | | |                           |
| Remarques – Marque des ateliers monétaires sur le revers : A (Paris) et MA (Marseille). La tranche est striée pour la pièce émise en 1830 à l'atelier de Paris (A). |                                                                                               | | |                           |
| 40 francs Charles X |                                                                                               | | |                           |

## Billets
Deux nouveaux billets circulent à partir de 1817 :

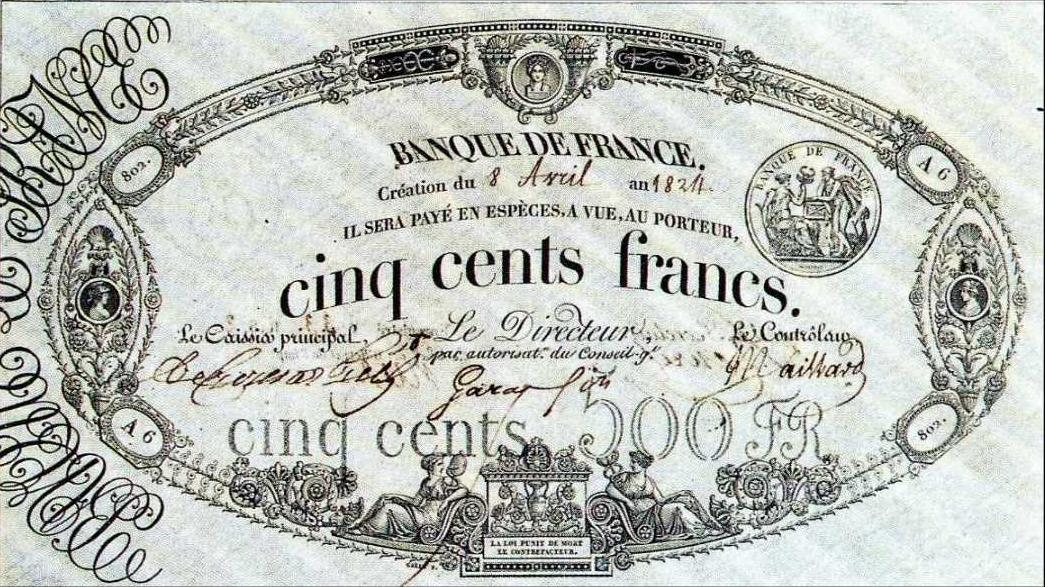
Le 500 francs noir
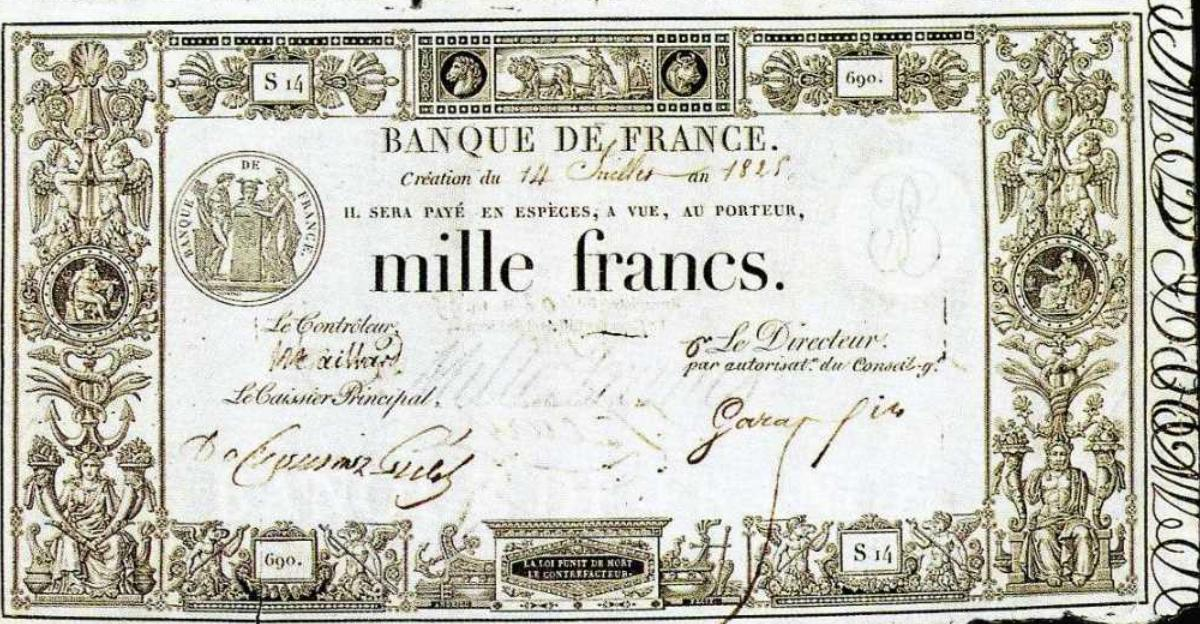
Le 1000 francs noir